# (1219) Britta
(1219) Britta ist ein Asteroid des Hauptgürtels, der am 6. Februar 1932 vom deutschen Astronomen Max Wolf in Heidelberg entdeckt wurde.
Die Herkunft des Namens ist unbekannt.